# Distrito electoral de Ericson (condado de Wheeler, Nebraska)
Ericson (en inglés: Ericson Precinct) es un distrito electoral ubicado en el condado de Wheeler en el estado estadounidense de Nebraska. En el Censo de 2010 tenía una población de 260 habitantes y una densidad poblacional de 1,12 personas por km².

## Geografía
Ericson se encuentra ubicado en las coordenadas 41°52′52″N 98°43′19″O / 41.88111, -98.72194. Según la Oficina del Censo de los Estados Unidos, Ericson tiene una superficie total de 231.74 km², de la cual 230.86 km² corresponden a tierra firme y (0.38%) 0.88 km² es agua.

## Demografía
Según el censo de 2010, había 260 personas residiendo en Ericson. La densidad de población era de 1,12 hab./km². De los 260 habitantes, Ericson estaba compuesto por el 99.23% blancos y el 0.77% pertenecían a dos o más razas. Del total de la población el 0.77% eran hispanos o latinos de cualquier raza.